# Josephine Højbjerg
Josephine Chavarria Højbjerg (Bornholm, 14 gennaio 2003) è un'attrice danese.
Josephine Højbjerg, danese di ascendenza costaricana, nonostante la sua giovane età ha al suo attivo diverse partecipazioni a serie TV e film.

## Biografia
All'età di otto anni la Højbjerg ha cominciato ad essere nota nel ruolo di Pil nella serie televisiva Pendlerkids, alle tre stagioni della quale ha preso parte. In seguito ha ricoperto diversi ruoli in alcune serie televisive, fra cui quello di Karen in The Bridge, e i ruoli di protagonista in Bubbers Juleshow prodotto dalla DR Ultra (Julie) e in diverse stagioni di Klassen (Sara).
Nel 2016, insieme a Mette Horn, ha preso parte ai quattro documentari illustrativi Når børn er på nettet!, per conto del Dansk Center for Undervisningsmiljø (Centro danese per l'ambiente educativo). Nel dicembre dello stesso anno Josephine ha partecipato alla campagna Brug energien fornuftigt dell'azienda energetica SEAS-NVE. Nel 2017, mentre ha continuato la collaborazione colla serie Klassen, la Højbjerg ha ricoperto il ruolo di protagonista in Tinkas juleeventyr, trasmesso sulla rete televisiva danese TV2.
Nel 2018 ha avuto la sua prima esperienza sul grande schermo, nel ruolo di protagonista femminile del film Hacker; e ha interpretato Sofie nella serie televisiva per ragazzi Første Gang.

## Filmografia

### Film
- Hacker, regia di Poul Berg (2019)[11]

### Serie TV
- Pendlerkids (2012-2014)
- The Bridge (Broen), DR Krimi (2015)
- Bubbers Juleshow, DR Ultra (2015)
- Klassen (2016 – in corso a gennaio 2021)
- Exitium, (2016)
- Tinkas juleeventyr, TV2 (2017)
- Første Gang (parte di Vi Unge) (2018-2019)
- Centrum, serie di video su YouTube, regia di Jonas Risvig[12]; Stagione 1, episodio 9 (Isterning)[13][14] (2020)

### Documentari
- Når børn er på nettet, documentario espositivo per il Dansk Center for Undervisningsmiljø (2016)
- Brug energien fornuftigt, per la SEAS-NVE (2016)
- Giv noget videre, per la Det Gode Testamente (2019)